# Oakville, New South Wales
Oakville este o suburbie în Sydney, Australia.